# Economia de Dominica

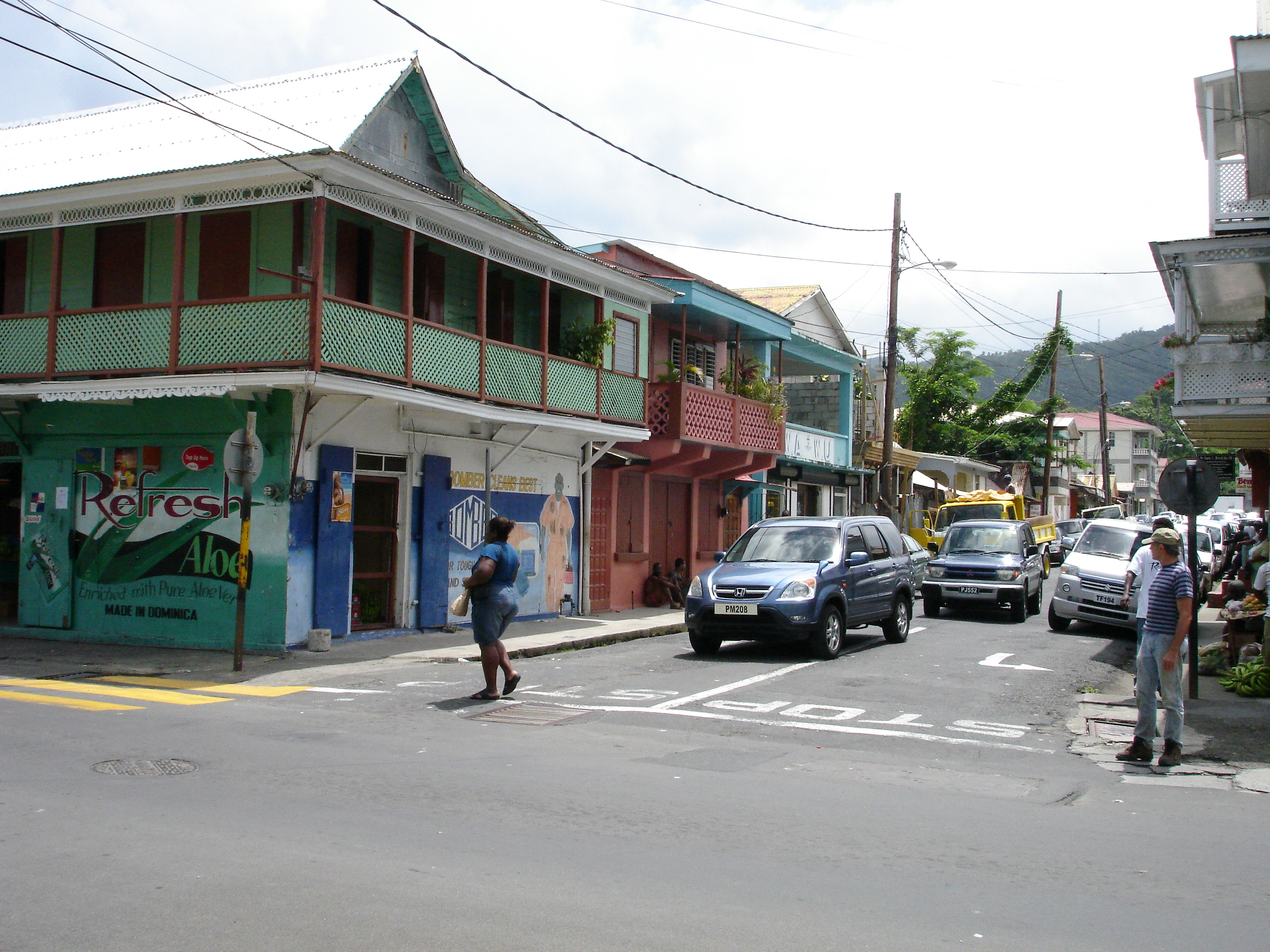
Calle de comerç en Roseau.

L'economia de Dominica sempre vaig estar depenent de l'agricultura - especialment banana - fins recentment. No obstant això, ha canviat gradualment pel turisme, especialment l'ecoturisme. Amb la finalitat de diversificar les seves fonts d'ingrés, el govern també busca promoure l'illa com a centre bancari internacional, i recentment va signar un acord amb la Unió Europea amb la finalitat d'explorar els seus potencials d'energia geotèrmica.
El 2003 el govern va començar una extensa reestructuració de l'economia, amb l'eliminació del control de preus, privatització del sector bananer, i augment d'imposts, amb la intenció d'enfrontar una crisi econòmica i atendre les recomanacions del Fons Monetari Internacional. Aquesta reestructuració va permetre la recuperació econòmica - en 2006 el creixement va ultrapassar els dos dígits - i va ajudar a reduir el deute públic.
Dominica és membre de la Unió Monetària del Carib Oriental (ECCU). El Banc Central del Carib Oriental emet una moneda (el Dòlar del Carib oriental) comú a tots els 8 membres de l'ECCU. El banc també administra la política monetària, regla i supervisiona activitats dels bancs comercials als països membres.